# Rață mare
Rață mare (Anas platyrhynchos) sau rață sălbatică este o specie de păsări anseriforme din familia Anatidae. Poate fi întâlnită în zonele temperate și subtropicale din Americi, Europa, Asia și Africa de Nord, dar și în Noua Zeelandă și Australia, unde a fost introdusă de om. Masculii au capul verde, în timp ce femelele au în principal un penaj cu pete maro.
Uniunea Internațională pentru Conservarea Naturii (IUCN) consideră că rața sălbatică este o specie de interes minim. Spre deosebire de multe păsări acvatice, rața sălbatică este considerată o specie invazivă în unele regiuni. Este foarte adaptabilă, fiind capabilă să trăiască și chiar să prospere în zonele urbane care, înainte de dezvoltare, ar fi putut găzdui specii de păsări de apă mai localizate și mai sensibile. Rața sălbatică nemigratoare se încrucișează cu rațe sălbatice indigene din specii strâns înrudite prin poluare genetică, producând descendenți fertili. Hibridizarea completă a rezervelor genetice ale diferitelor specii de rațe sălbatice ar putea duce la dispariția multor păsări acvatice indigene. Această specie este principalul strămoș al majorității raselor de rațe domestice, iar fondul său genetic sălbatic evoluat în mod natural a fost poluat genetic de populațiile de rațe sălbatice și domestice.

## Taxonomie și istoria evolutivă

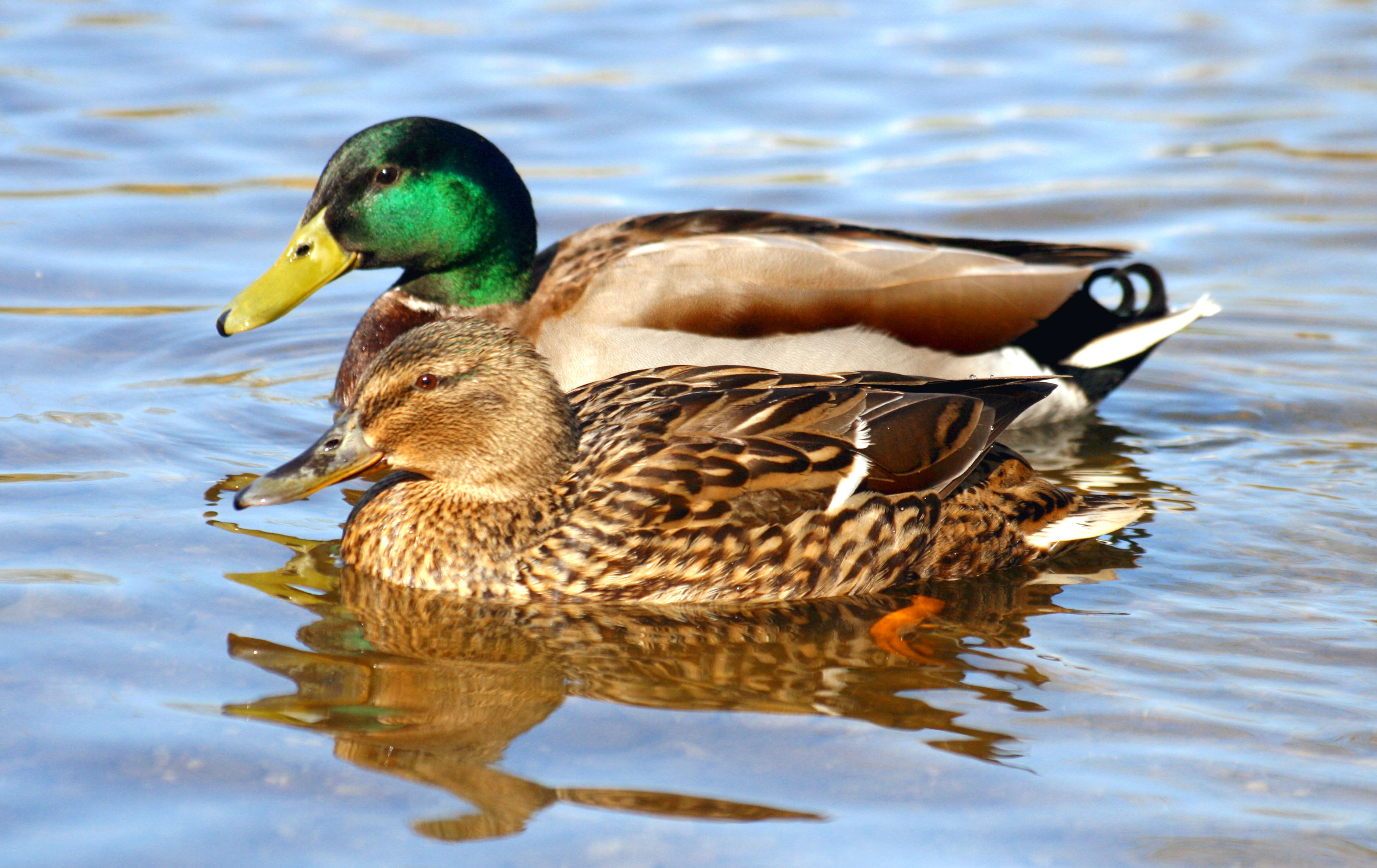
În timpul sezonului de reproducere, rața sălbatică prezintă un dimorfism sexual accentuat.

Rața sălbatică a fost una dintre numeroasele specii de păsări descrise inițial în cea de-a 10-a ediție din 1758 a Systema Naturae de Carl Linnaeus. Acesta i-a dat două nume binomiale: Anas platyrhynchos și Anas boschas. Acesta din urmă a fost în general preferat până în 1906, când zoologul suedez Einar Lönnberg a stabilit că A. platyrhynchos avea prioritate, deoarece apărea pe o pagină anterioară în text. Denumirea științifică provine din latinescul Anas, „rață” și greaca veche πλατυρυγχος, platyrhynchus, „cu cioc lat” (din πλατύς, platys, „lat” și ρυγχός, rhunkhos, „cioc”). Genomul lui Anas platyrhynchos a fost secvențiat în 2013.
Rațele sălbatice se încrucișează frecvent cu cele mai apropiate rude ale lor din genul Anas, dar și cu specii înrudite mai îndepărtate, cum ar fi rața nordică, ceea ce conduce la diverși hibrizi care pot fi pe deplin fertili. Rața sălbatică s-a hibridat cu mai mult de 40 de specii în sălbăticie și cu alte 20 de specii în captivitate, deși hibrizii fertili au de obicei doi părinți Anas.
Datele ADN mitocondrial pentru secvența D-loop sugerează că rațele sălbatice ar fi evoluat în zona generală a Siberiei. Oasele de rață sălbatică apar destul de brusc în resturile alimentare ale oamenilor antici și în alte depozite de oase fosile din Europa, fără a exista un candidat bun pentru o specie predecesoare locală. Paleospecia mare din Epoca glaciară care a alcătuit cel puțin populațiile europene și vest-asiatice în timpul Pleistocenului a fost denumită Anas platyrhynchos palaeoboschas.
ADN-ul mitocondrial diferențiază populațiile din America de Nord de cele din Eurasia, dar genomul nuclear prezintă o lipsă notabilă de structură genetică. Haplotipuri tipice rudelor rațelor americane și rațelor chineze cu cioc punctat pot fi găsite la rațele sălbatice din jurul Mării Bering. Insulele Aleutine dețin o populație de rațe sălbatice care pare să evolueze spre a deveni o subspecie, deoarece fluxul genetic cu alte populații este foarte limitat.
De asemenea, puținele diferențe morfologice dintre rațele sălbatice din Lumea Veche și rațele sălbatice din Lumea Nouă demonstrează măsura în care genomul este partajat între acestea, astfel încât păsări precum rața chineză cu cioc punctat sunt foarte asemănătoare cu rațele sălbatice din Lumea Veche, iar păsări precum rața hawaiiană sunt foarte asemănătoare cu rațele sălbatice din Lumea Nouă.

## Descriere

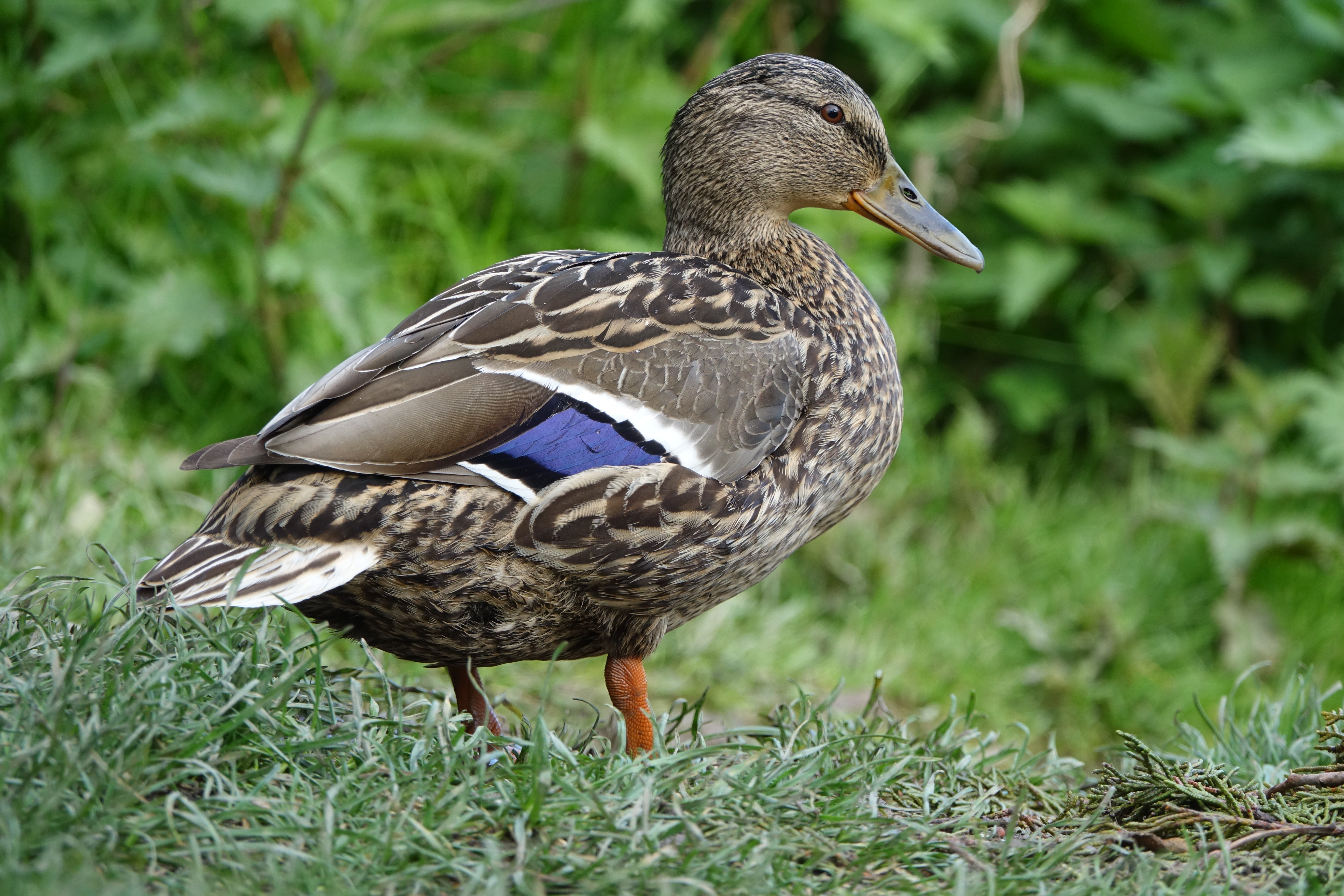
Femelă adultă

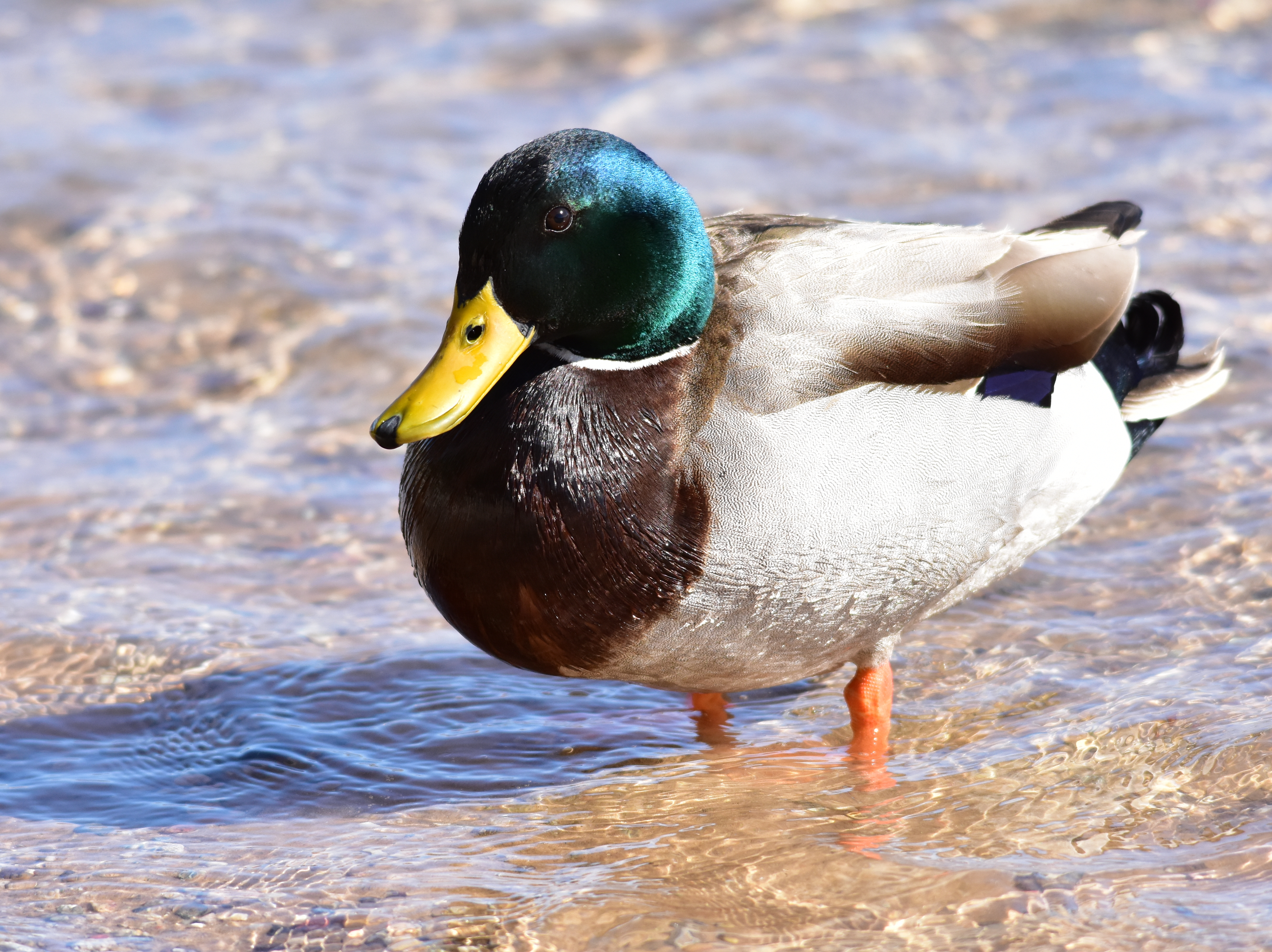
Mascul adult

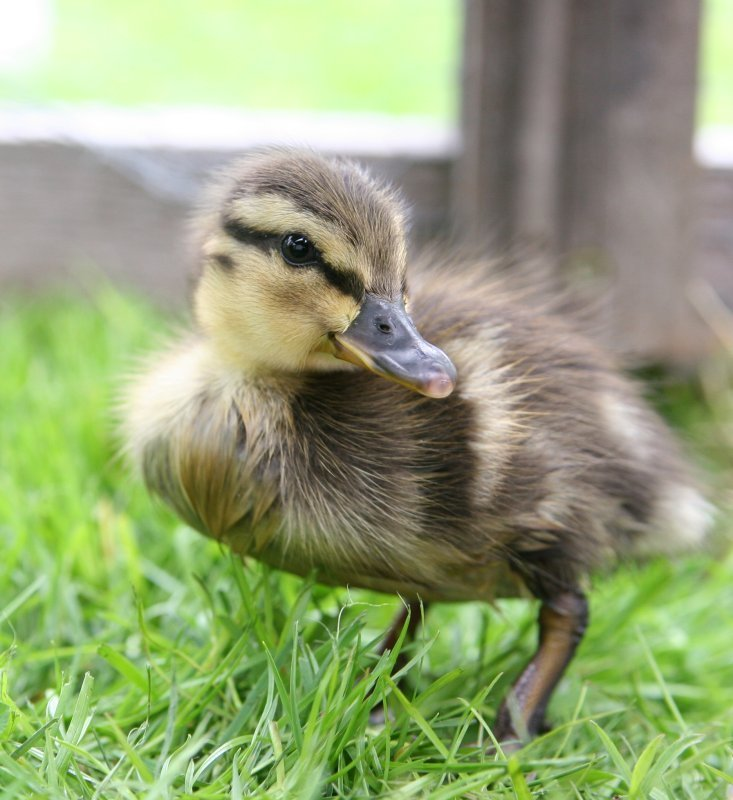
Boboc

Rața sălbatică este o specie de păsări acvatice de mărime medie, care este adesea puțin mai grea decât majoritatea celorlalte rațe sălbatice. Are o lungime de 50-65 cm – din care corpul reprezintă aproximativ două treimi – are o anvergură a aripilor de 81-98 cm,:505 și cântărește 0,7-1,6 kg. Dintre măsurătorile standard, coarda aripii este de 25,7-30,6 cm, ciocul este de 4,4-6,1 cm, iar tarsul este de 4,1-4,8 cm.
Masculul care se reproduce este inconfundabil, cu capul de un verde-sticlă lucios și cu un guler alb care delimitează capul de pieptul maro cu nuanțe de purpuriu, cu aripile gri-maronii și cu pântecele gri deschis. Partea din spate a masculului este neagră, cu penele cozii întunecate cu margini albe. Ciocul masculului este portocaliu-gălbui cu vârful negru, iar cel al femelei este în general mai închis la culoare și variază de la negru la portocaliu și maro pestriț. Femela rață sălbatică este predominant pestriță, fiecare pană prezentând un contrast puternic de la bej la maro foarte închis, o colorație împărtășită de majoritatea rațelor sălbatice femele, și are obrajii, sprâncenele, gâtul și gâtul bej, cu o coroană și o dungă oculară mai închise la culoare.:506 Rațele sălbatice, ca și alte păsări cu dimorfism sexual, pot suferi uneori o inversare spontană a sexului, adesea cauzată de organe sexuale deteriorate sau nefuncționale. Acest fenomen poate face ca femelele să prezinte un penaj masculin și invers (feminizare sau masculinizare fenotipică).
Atât masculii, cât și femelele de rață sălbatică au pene speculum distincte, irizate, de culoare albastru purpuriu, mărginite de alb, care sunt proeminente în zbor sau în repaus, dar care dispar temporar în timpul mutării anuale de vară. La eclozare, penajul rățuștelor este galben pe partea inferioară și pe față (cu dungi lângă ochi) și negru pe spate (cu unele pete galbene) până în vârful și spatele capului. Picioarele și ciocul sunt de asemenea negre. Pe măsură ce se apropie de vârsta de o lună, penajul rățuștelor începe să devină tern, semănând mai mult cu cel al femelelor, deși este mai vărgat, iar picioarele își pierd culoarea gri închis.
Puii pot zbura la 50-60 de zile după eclozare. Ciocul său își pierde curând coloritul gri închis, iar sexul său poate fi în sfârșit distins vizual prin trei factori: 1)  ciocul este galben la masculi și la femele este negru și portocaliu 2) penele pieptului sunt brun-roșcate la masculi și brune la femele și 3)  la masculi, pana centrală a cozii este curbată iar la femele este dreaptă. În timpul ultimei perioade de maturitate până la vârsta adultă (6-10 luni), penajul puilor femele rămâne același, în timp ce penajul puilor masculi își schimbă treptat culorile caracteristice. Vârsta adultă pentru rațele sălbatice este de paisprezece luni, iar speranța medie de viață este de trei ani, dar pot trăi până la douăzeci de ani.
Este o specie zgomotoasă, femela are un cotcodăcit profund asociat stereotip cu rațele.:507 Femela strigă adesea cu o secvență de 2-10 cotcodăceli la rând, începând tare și cu volumul scăzând treptat. Masculii de rață sălbatică scot un sunet similar din punct de vedere fonetic cu cel al femelei, un cotcodăcel tipic, dar este mai profund și mai silențios în comparație cu cel al femelei. Cercetările efectuate de Universitatea Middlesex asupra a două populații engleze de rațe sălbatice au constatat că vocalizele rațelor sălbatice variază în funcție de mediu și au ceva asemănător cu un accent regional, rațele sălbatice urbane din Londra fiind mult mai puternice și mai gălăgioase în comparație cu rațele sălbatice rurale din Cornwall, servind ca o adaptare la nivelurile persistente de zgomot antropogen.

## Comportament

### Hrănire

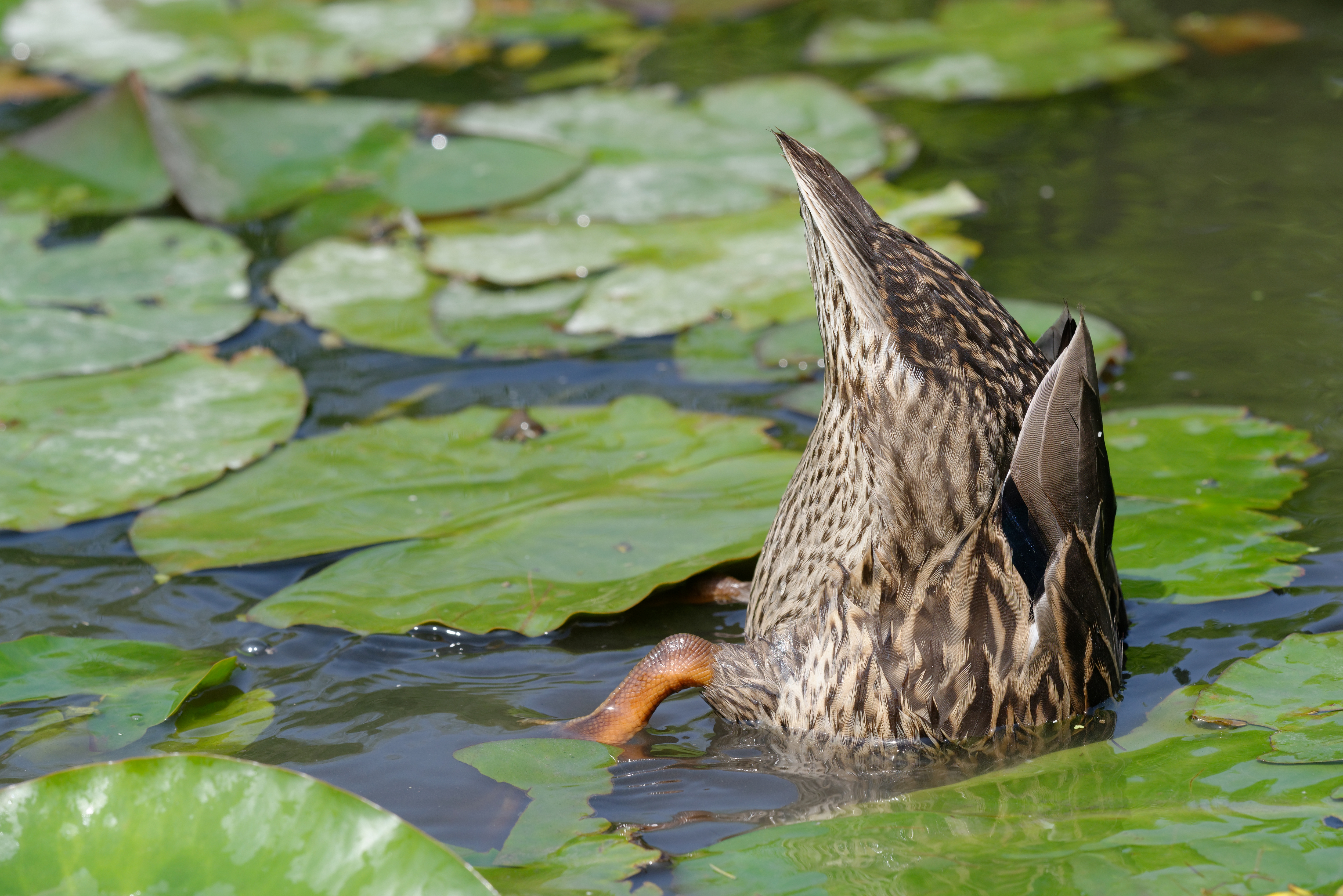
În căutare de hrană

Rața sălbatică este omnivoră și foarte flexibilă în alegerea hranei. Dieta sa poate varia în funcție de mai mulți factori, inclusiv stadiul ciclului de reproducere, variațiile pe termen scurt ale hranei disponibile, disponibilitatea nutrienților și concurența interspecifică și intraspecifică. Cea mai mare parte a dietei pare să fie alcătuită din gasteropode, insecte (inclusiv gândaci, muște, lepidoptere, libelule), crustacee, alte artropode, viermi, fecalele altor păsări, multe varietăți de semințe și materii vegetale, rădăcini și tuberculi.
În timpul sezonului de reproducere, s-a constatat că masculii au consumat 37,6% materii animale și 62,4% materii vegetale, în special iarba Echinochloa crus-galli, iar femelele care nu au depus ouă au consumat 37,0% materii animale și 63,0% materii vegetale, în timp ce femelele care au depus ouă au consumat 71,9% materii animale și doar 28,1% materii vegetale. Plantele constituie, în general, cea mai mare parte din dieta unei păsări, în special în timpul migrației de toamnă și iarna.
De obicei, rața sălbatică se hrănește căutând hrană vegetală sau pășunând; există informații conform cărora ar mânca broaște, alți amfibieni și pești, inclusiv hoituri. În 2017, un stol de rațe sălbatice din România a fost observat vânând păsări migratoare mici, inclusiv codobatură de munte și codroș de munte, aceasta fiind prima ocazie documentată în care au fost văzute atacând și consumând vertebrate mari. De obicei cuibărește pe malul unui râu, dar nu întotdeauna lângă apă. Este foarte gregară în afara sezonului de reproducere și formează stoluri mari.

### Reproducere

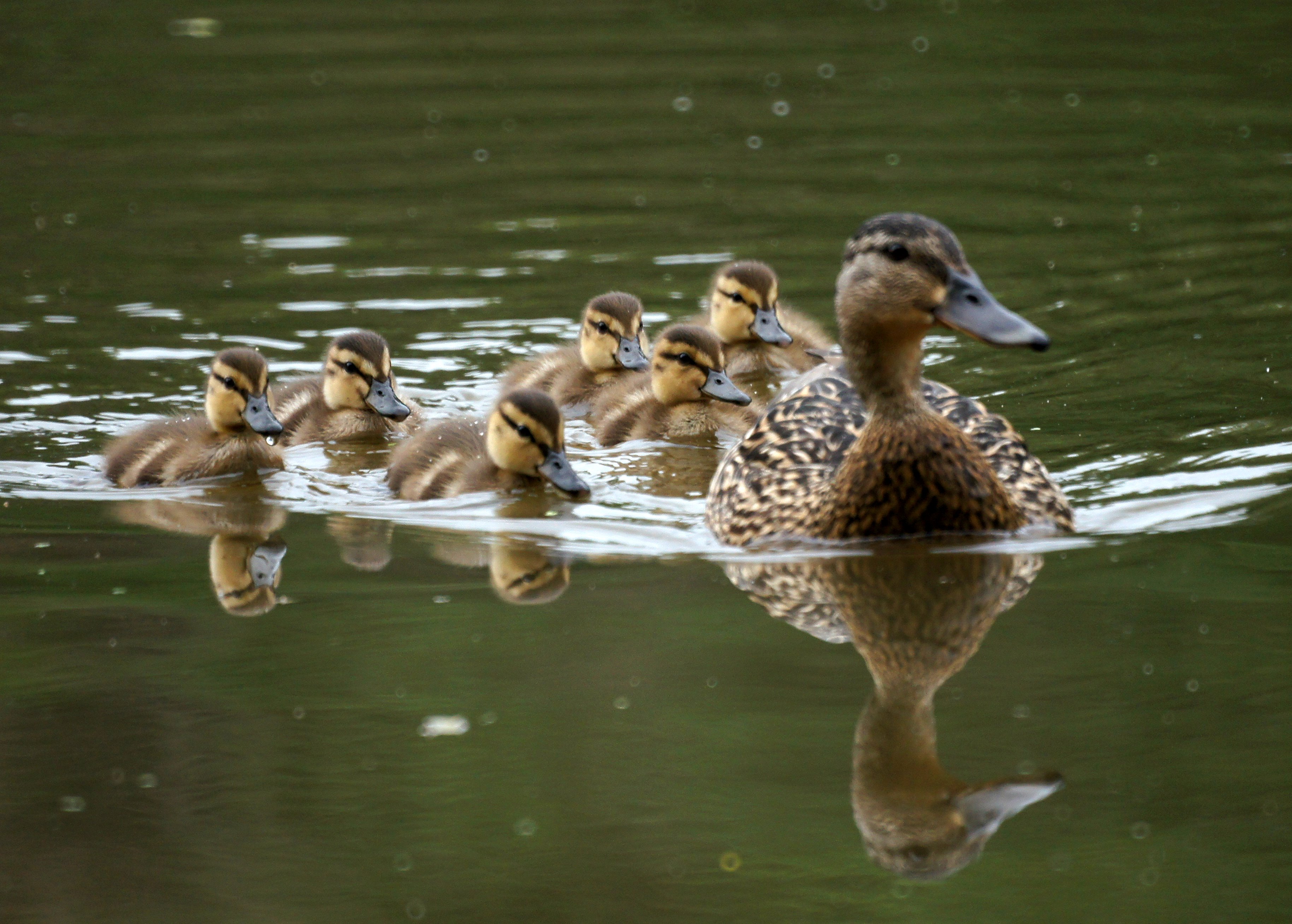
Femelă de rață sălbatică înotând cu puii ei

De obicei, rațele sălbatice formează perechi (în octombrie și noiembrie în emisfera nordică) până când femela depune ouă la începutul sezonului de cuibărit, adică la începutul primăverii. În acest moment, femela este părăsită de mascul, care se alătură altor masculi pentru a aștepta perioada de mutare, care începe în iunie (în emisfera nordică). Cu toate acestea, în timpul scurtei perioade de dinaintea acestei perioade, masculii sunt încă puternici din punct de vedere sexual și unii dintre ei fie rămân în așteptare pentru a genera cuiburi de înlocuire (pentru femelele de rață sălbatică care și-au pierdut sau și-au abandonat cuibul anterior), fie se împerechează forțat cu femele care par a fi izolate, indiferent de specia lor și dacă au sau nu  pui.
Locurile de cuibărit sunt de obicei la sol, ascunse în vegetație, unde penajul pestriț al femelei servește drept camuflaj eficient, dar se știe că femelele de rață sălbatică cuibăresc și în găurile din copaci, în barci și pe balcoane, ceea ce uneori face ca puii ieșiți din ou să aibă dificultăți în a-și urma părinții până la apă.
Cuibul conține 8-13 ouă de culoare alb-crem până la alb-verzui, fără pete. Ouăle măsoară aproximativ 5,8 cm în lungime și 3,2 cm în lățime. Ouăle sunt depuse în zile alternative, iar incubarea începe după depunerea tuturor ouălelor. Incubarea durează 27-28 de zile, iar până la primul zbor durează 50-60 de zile. Rățuștele sunt precociale și sunt pe deplin capabile să înoate de îndată ce eclozează. Rămân instinctiv lângă mamă, nu numai pentru căldură și protecție, ci și pentru a învăța și a-și aminti despre habitatul lor, precum și cum și unde să caute hrană. Deși se știe că există adopții, rațele sălbatice femele nu tolerează, de obicei, rățuștele rătăcite lângă puii lor și vor ataca violent și vor alunga orice pui necunoscut, mergând uneori până la a le ucide.

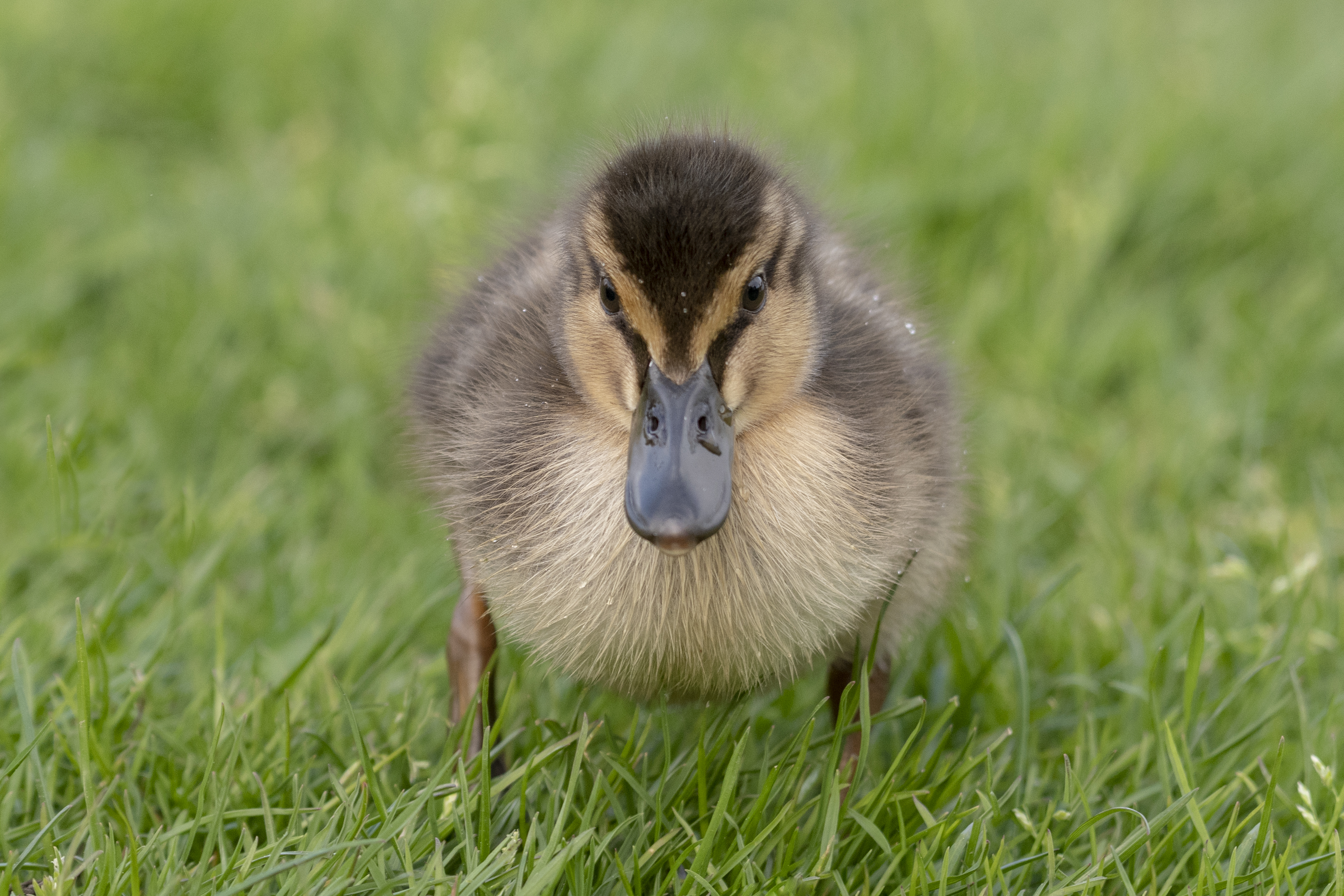
Boboc de rață

Atunci când rățuștele se maturizează și devin pui capabili de zbor, ele învață și își amintesc rutele lor tradiționale de migrație (cu excepția cazului în care s-au născut și au crescut în captivitate). În Noua Zeelandă, unde rațele sălbatice sunt naturalizate, s-a constatat că sezonul de cuibărit este mai lung, ouăle și numărul ouălelor sunt mai mari, iar supraviețuirea în cuib este, în general, mai mare în comparație cu rațele sălbatice din zona lor de origine.
În cazurile în care rămân fără pui, unele rațe sălbatice se pot împerechea pentru a doua oară în încercarea de a crește un al doilea rând de pui, de obicei la începutul sau mijlocul verii. În plus, rațele sălbatice se pot reproduce ocazional în timpul toamnei în caz de vreme neobișnuit de caldă; un astfel de caz de cuib "întârziat" a avut loc în noiembrie 2011, când o femelă a reușit să nască și să crească un cuib de unsprezece rățuște la London Wetland Centre.
În timpul sezonului de reproducere, atât masculii, cât și femelele de rață sălbatică pot deveni agresivi, alungând concurenții pentru ei sau pentru perechea lor, atacându-i.  Masculii tind să se lupte mai mult decât femelele și se atacă reciproc ciugulind în mod repetat pieptul rivalului, smulgându-i penele și chiar pielea în rare ocazii. De asemenea, se știe că femelele de rață sălbatică fac "demonstrații de incitare", care încurajează alte rațe din stol să înceapă lupta. Este posibil ca acest comportament să permită femelei să evalueze puterea potențialilor parteneri.
Masculii care rămân pe dinafară după ce ceilalți s-au împerecheat țintesc uneori o rață izolată, chiar și una dintr-o specie diferită, și o urmăresc și o ciugulesc până când aceasta slăbește, moment în care masculii copulează cu rândul cu femela. Lebret (1961) numește acest comportament "zbor cu tentativă de viol", iar Stanley Cramp și K.E.L. Simmons (1977) vorbesc de "zboruri cu intenție de viol". Masculii de rață sălbatică urmăresc ocazional și alți masculi de rață dintr-o specie diferită și chiar între ei, în același mod. Într-un caz documentat de "necrofilie homosexuală", un mascul de rață sălbatică a copulat cu un alt mascul pe care îl urmărea după ce masculul urmărit a murit după ce a zburat într-o fereastră de sticlă. Această lucrare a fost distinsă cu Premiul Ig Nobel în 2003.
Rațele sălbatice sunt ținta oportunistă a paraziților de reproducere, având ocazional în cuiburile lor ouă depuse de către rațe cu cap roșu, rațe din Jamaica, rațe cenușii pitice, rațe pestrițe, rațe lingurar, rațe sulițar, rațe roșcate și alte rațe sălbatice. Aceste ouă sunt în general acceptate atunci când seamănă cu ouăle rațelor sălbatice gazdă, dar femela poate încerca să le ejecteze sau chiar să abandoneze cuibul dacă parazitul apare în timpul depunerii ouălor.

## Predatori și amenințări

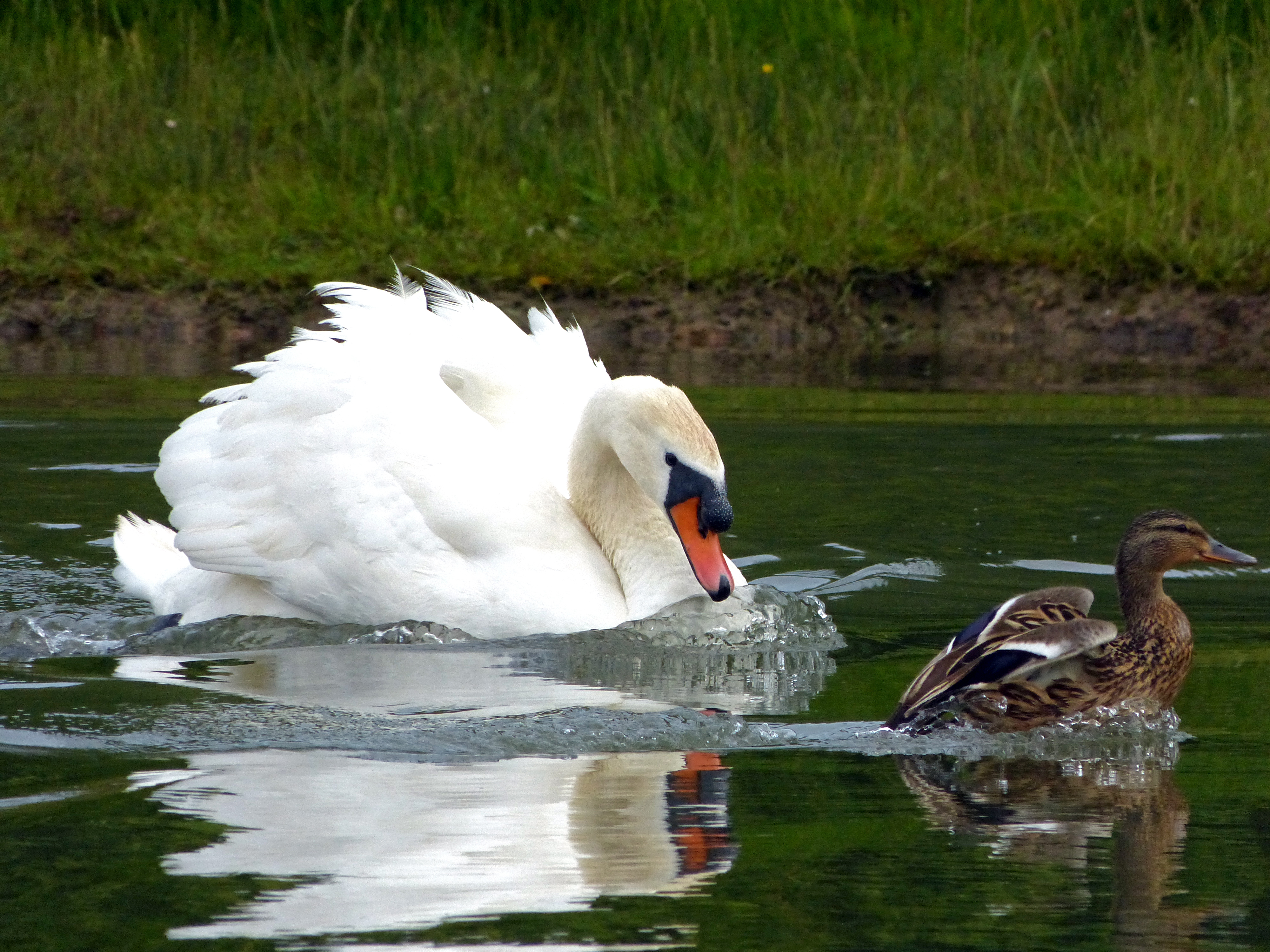
Un mascul de lebădă mută (Cygnus olor) alungând o femelă de rață sălbatică.

În plus față de vânătoarea umană, rațele sălbatice de toate vârstele (dar mai ales cele tinere) și în toate locurile se confruntă cu o mare diversitate de prădători, inclusiv păsări răpitoare și bufnițe, mustelide, corvide, șerpi, ratoni, oposumi, sconcși, pești mari, feline și canide, ultimele două incluzând pisicile și câinii domestici.
Cei mai prolifici prădători naturali ai rațelor sălbatice adulte sunt vulpea roșie și păsările de pradă mai rapide sau mai mari (de ex. șoimii călători, acvile sau vulturii de mare). În America de Nord, rațele sălbatice adulte se confruntă cu nu mai puțin de 15 specii de păsări de pradă, de la vulturul de nord (Circus hudsonius) și bufnița cu urechi scurte (Asio flammeus) (ambele mai mici decât o rață sălbatică) până la uriașii vulturi pleșuvi (Haliaeetus leucocephalus) și acvila aurie (Aquila chrysaetos), și aproximativ o duzină de specii de prădători mamifere, fără a mai pune la socoteală alte câteva specii de prădători aviari și mamifere care amenință ouăle și puii.
Rațele sălbatice sunt, de asemenea, pradă altor prădători de vârf de pe malul apei, cum ar fi stârcul cenușiu (Ardea cinerea), marele stârc albastru (Ardea herodias) și stârcul de noapte (Nycticorax nycticorax), pescărușul european (Larus argentatus), somnul de mare (Silurus glanis) și știuca nordică (Esox lucius). De asemenea, se știe că corbii (Corvus spp.) ucid ocazional rățuștele și adulții. De asemenea, rațele sălbatice pot fi atacate de anseriforme mai mari, cum ar fi lebedele (Cygnus spp.) și gâștele în timpul sezonului de reproducere, și sunt frecvent alungate de aceste păsări din cauza disputelor teritoriale. Se știe că lebedele mute (Cygnus olor) atacă sau chiar ucid rațe sălbatice dacă consideră că rațele reprezintă o amenințare pentru puii lor. În astfel de dispute, cufundarul mare (Gavia inmer) este la fel de teritorial și agresiv față de alte păsări și îndepărtează frecvent rațele sălbatice de pe teritoriul lor. Cu toate acestea, în 2019, o pereche de cufundari din Wisconsin au fost observați crescând un pui de rață sălbatică timp de mai multe săptămâni, după ce se pare că puiul a fost abandonat de părinții săi.
În timpul verii, o combinație de temperaturi ridicate și niveluri reduse ale apei expun rațele sălbatice unui risc crescut de a contracta botulismul, deoarece aceste condiții sunt ideale pentru propagarea Clostridium botulinum, păsările fiind, de asemenea, mai susceptibile de a intra în contact cu toxina botulinică produsă de bacterie. Epidemiile de botulism în rândul populațiilor de rațe sălbatice pot duce la dispariții în masă.
Comportamentul de evitare a prădătorilor de a dormi cu un ochi deschis, permițând unei emisfere a creierului să rămână conștientă în timp ce cealaltă jumătate doarme, a fost demonstrat pentru prima dată la rațe sălbatice, deși se crede că este răspândit printre păsări în general.